# Kaiserstraße 158/160

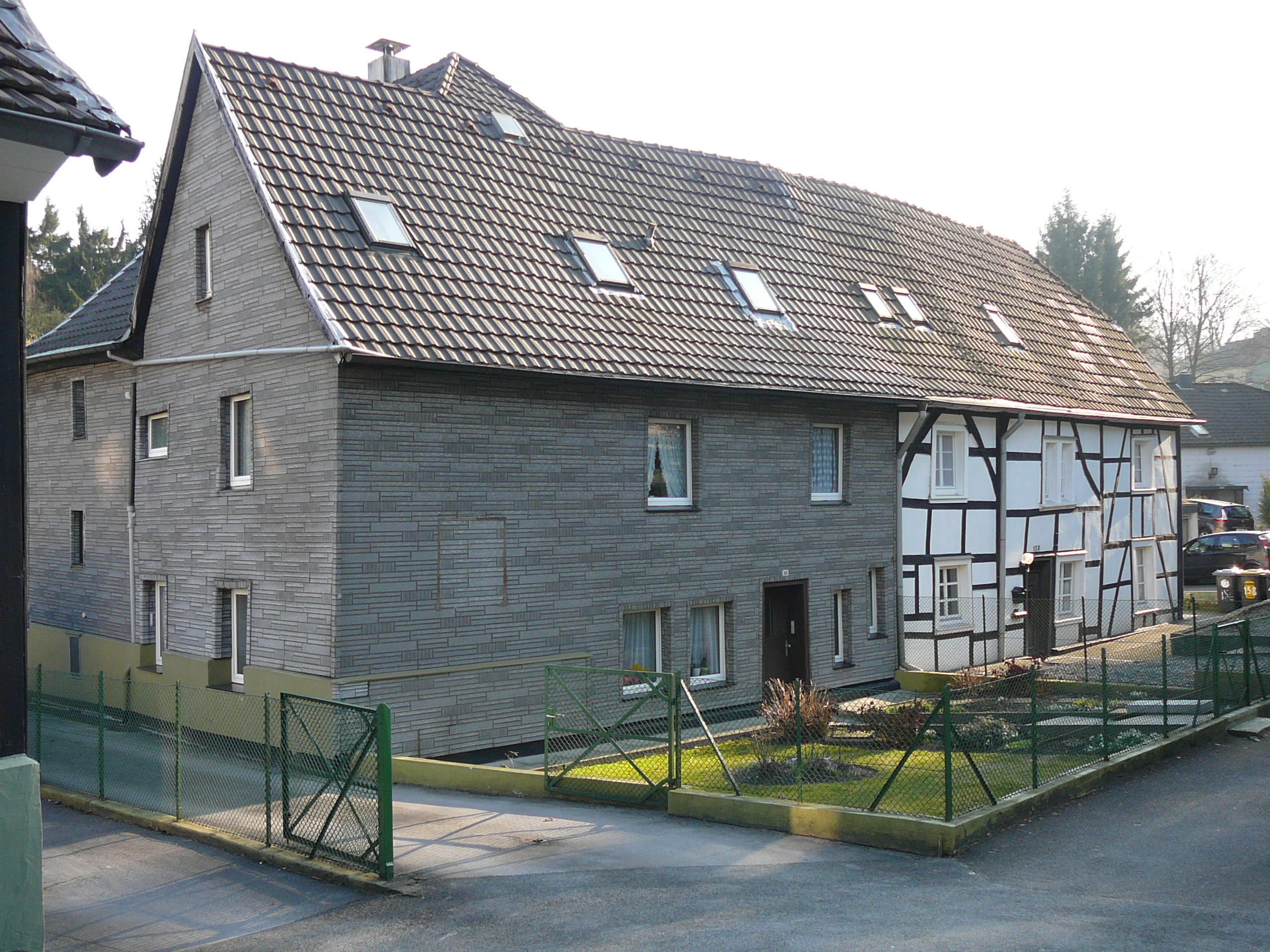
Doppelwohnhaus Kaiserstraße 158/160

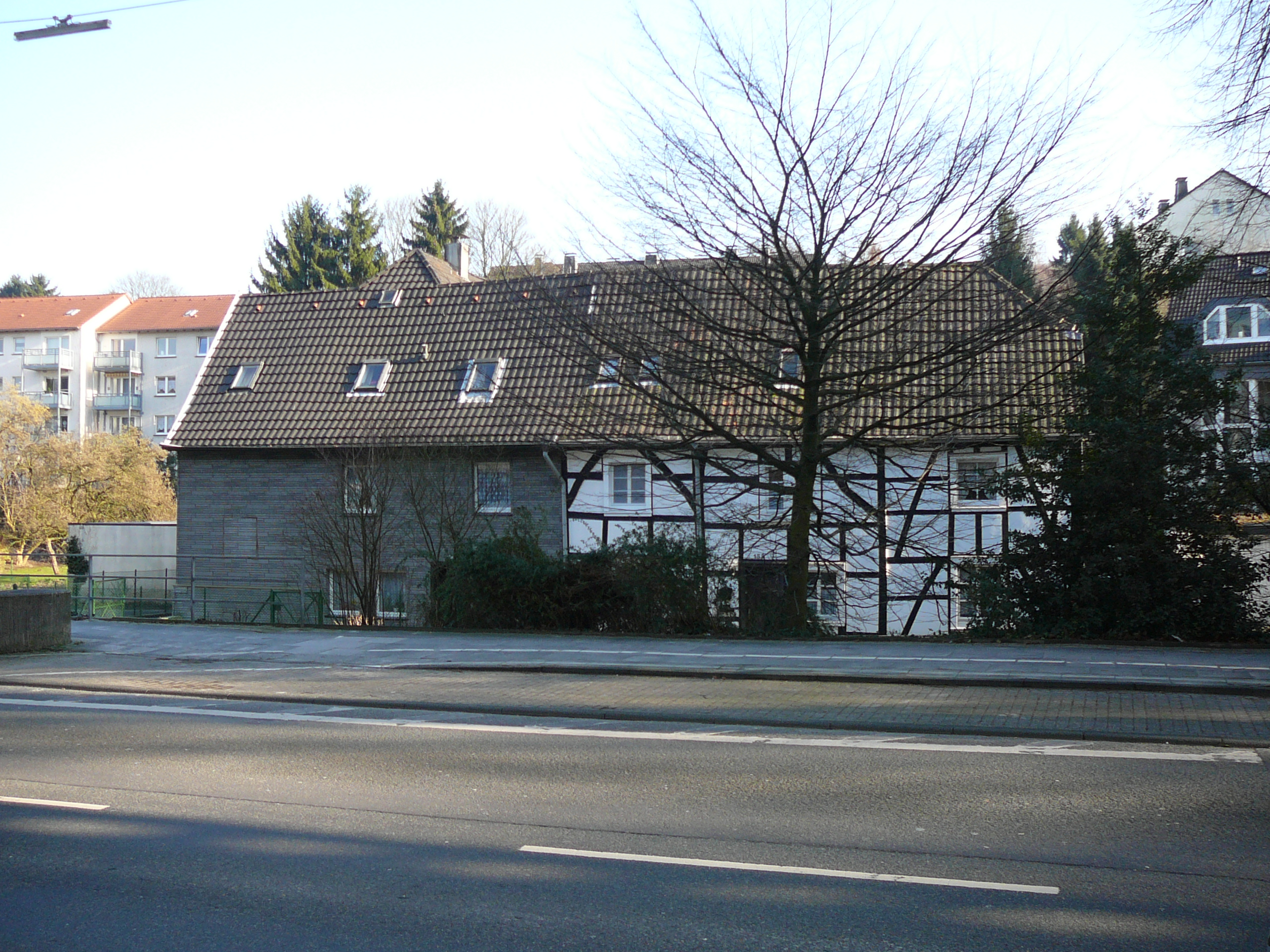
Doppelwohnhaus Kaiserstraße 158/160

Das Doppelwohnhaus Kaiserstraße 158/160 ist ein Fachwerkhaus im Wohnquartier Vohwinkel-Mitte des Wuppertaler Stadtteils Vohwinkel.

## Baubeschreibung
Das zweigeschossige Haus an der Vohwinkeler Hauptstraße, die Kaiserstraße die auch als Bundesstraße 228 klassifiziert ist, steht an einer Anliegerstraße, die leicht unter dem Niveau der Kaiserstraße führt. Das Doppelwohnhaus ist ein Teil der historischen Gebäude der ehemaligen Hofschaft Grotenbeck und zählt mit zur ältesten Bausubstanz Vohwinkels. Das Gebäude wurde 1831 erstmals im Urkataster erwähnt, die Untere Denkmalbehörde vermutet aber, dass für die Erbauungszeit des Gebäudes ein wesentlich früheren Zeitpunkt anzusetzen ist. 
Erschlossen werden die beiden Fachwerkhäuser, die auf einem gemauerten Sockel ruhen, von der straßenseitigen Traufseite. Das Gefache ist lediglich beim westlichen Haus, das mit einem Schopfwalmdach überdacht ist, zu sehen. Hier ist die Giebelfassade verschiefert ausgeführt. Das östliche Haus, das mit einem Satteldach überdacht ist, hatte eine Eternitverkleidung erhalten.
Nach der Erbauung wurde das westliche mit zwei und das östliche Haus mit einer Erweiterung, zu einem nicht genannten Datum, nach Süden hin versehen.
Das Doppelwohnhaus wurde trotz negativer Veränderungen aus der Sicht der Denkmalbehörde an den Fassaden gemeinsam am 17. Mai 1988 als Baudenkmal in die Denkmalliste der Stadt Wuppertal eingetragen.